# Grado (Itálie)
Grado (Gravo; Grau; Gradus) je město v severovýchodním italském regionu Furlansko-Julské Benátsko. Nachází se na ostrově a přilehlém poloostrově Jaderského moře mezi Benátkami a Terstem.
Město bývalo rezidencí i rybářským střediskem. V současnosti je oblíbené jako turistické letovisko L'Isola del Sole („Sluneční ostrov“). Grado se také proslavilo jako lázeňské město; spolu s Marano Lagunare tvoří středisko Laguna di Marano, proslavené neznečištěnou přírodou. V Gradu se narodil Biagio Marin, básník, který o ostrově zpíval v místním benátském nářečí.

## Geografie
Grado se nachází asi 70 km východně od známějšího Lignana, směrem na Terst, s nímž je spojeno pravidelnou lodní i autobusovou dopravou. Patří k nejbližším střediskům italského Jadranu při cestě z České republiky.[zdroj?]

## Historie
Grado není novodobým přímořským letoviskem. Má dlouhou a bohatou historii. Počátky se datují do 2. století před Kristem, doby římského impéria, kdy bylo pod názvem Ad Aquas Gradatas nebo Aquae Gradatae přístavem vedoucím do prosperujícího města Aquileia, které leží ve vnitrozemí asi 10 km od Grada. Jeho prostřednictvím město Aquileia obchodovalo s dnešní Sýrií, Arábií, Kyprem a Malou Asií. Dnes je Grado více než rybářským přístavem vyhlášeným lázeňským městem.[zdroj?]
V 5. století, v době zániku Západořímské říše, uprchlo před nájezdy barbarských kmenů mnoho obyvatel Aquileje do Grada, a to včetně tamního biskupa Nicetase. V 6. až 12. století byly na římských základech postupně vybudovány tři chrámové stavby: v základech dochovaný sv. Jan, sv. Eufemie s baptisteriem a P. Marie delle Grazie.
Grado se také stalo domovským sídlem flotily Aquilejského patriarchátu, který do Benátek přemístil až papež Mikuláš V. roku 1451; do té doby tedy bylo Benátkám z pohledu církevní hierarchie Grado nadřazené. Z důvodů ochrany před vpádem nepřátel bylo staré město již během 14. století opevněno a pozůstatky hradebních zdí jsou na několika místech patrné na bočních stěnách domů, které byly do hradeb přistavěny.
Církevní a politický význam Grada od 2. poloviny 15. století upadal. Během sekularizace života v období osvícenství se stalo málo významnou vesnicí. Ve 2. polovině 18. století byl postaven drobný jednolodní kostel sv. Rocha (Chiesa di San Rocco).
V roce 1810 bylo Grado napadeno Angličany, kteří vypálili městské archivy a podobně si počínala o dva roky později i francouzská armáda císaře Napoleona. V roce 1815 bylo rozhodnutím Vídeňského kongresu Grado připojeno k Rakousku, kterému patřilo do roku 1918, kdy s koncem první světové války připadlo vítězné Itálii.

## Památky
- Základy chrámu sv. Jana (Chiesa San Giovanni;Chiesa delle corte), byl postaven v 5. století na místě římské budovy ze 4. století; základy baziliky s apsidou, mozaikovou podlahou a kamennými sarkofágy jsou po archeologickém průzkumu zpřístupněné v Parku růží (Parco delle rose) vedle radnice (Municipio),
- Katedrála – pětilodní bazilika svaté Eufémie s byzantskými mozaikami v apsidách bočních lodí, mozaikovou podlahou a sochou anděla na věži z 15. století (anděl zvaný L'anzolo je symbolem města); neobvyklá mramorová kazatelna je završena kupolí s výklenky ve tvaru tzv. oslích hřbětů; V ambitu je instalováno lapidárium římských a středověkých fragmentů; severně stojí osmiboké raně křesťanské Baptisterium se stupňovitým vstupem do bazénku
- na náměstí před katedrálou: kamenný sloup s patriarším křížem, na vrcholu bronzový kříž papežský, který dal osadit na památku své návštěvy papež Jan Pavel II.
- trojlodní bazilika Santa Maria delle Grazie, románská stavba stojící severně od katedrály; s románskou chórovou přepážkou a cyklem románských nástěnných maleb.
- Zbytky městských hradeb – na pěší zóně, do jejich zdí přistavěné pozdější obytné domy
- Parc delle rose: památník obětí světových válek
- Vrtule německého stíhacího bombardéru, který havaroval na ostrově roku 1943 (vykopána při terénních úpravách parku vedle radnice a vystavena od roku 2003)

## Turistické středisko
Do lázní v Gradu jezdili od začátku 19. století příslušníci významných rodin, především Habsburkové a město v lázeňské tradici pokračuje i díky velkému vodnímu parku s vnitřními i venkovními bazény a wellness centru nabízejícímu lázeňské procedury. Turisty přitahuje i centrum města, které je pro dopravu zavřené a nachází se v něm mnoho obchodů, barů a restaurací.
Město nabízí sportovní vyžití včetně tenisu, jachtingu, windsurfingu a golfu. Z Grada se lze výletní lodí dopravit do stejnojmenné laguny a navštívit několik ostrovů v ní, jako je například Barbana.

## Galerie

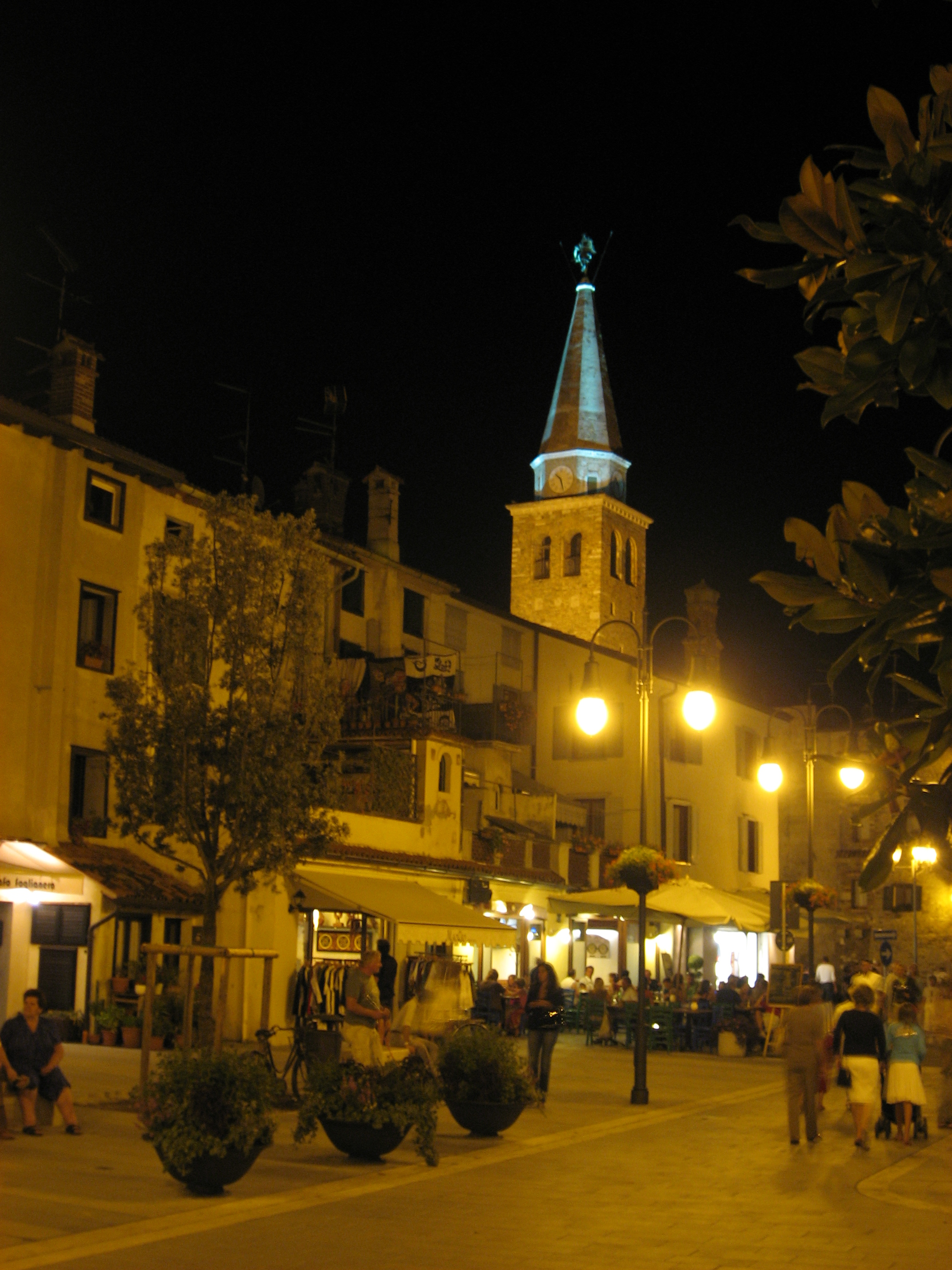
Historické centrum
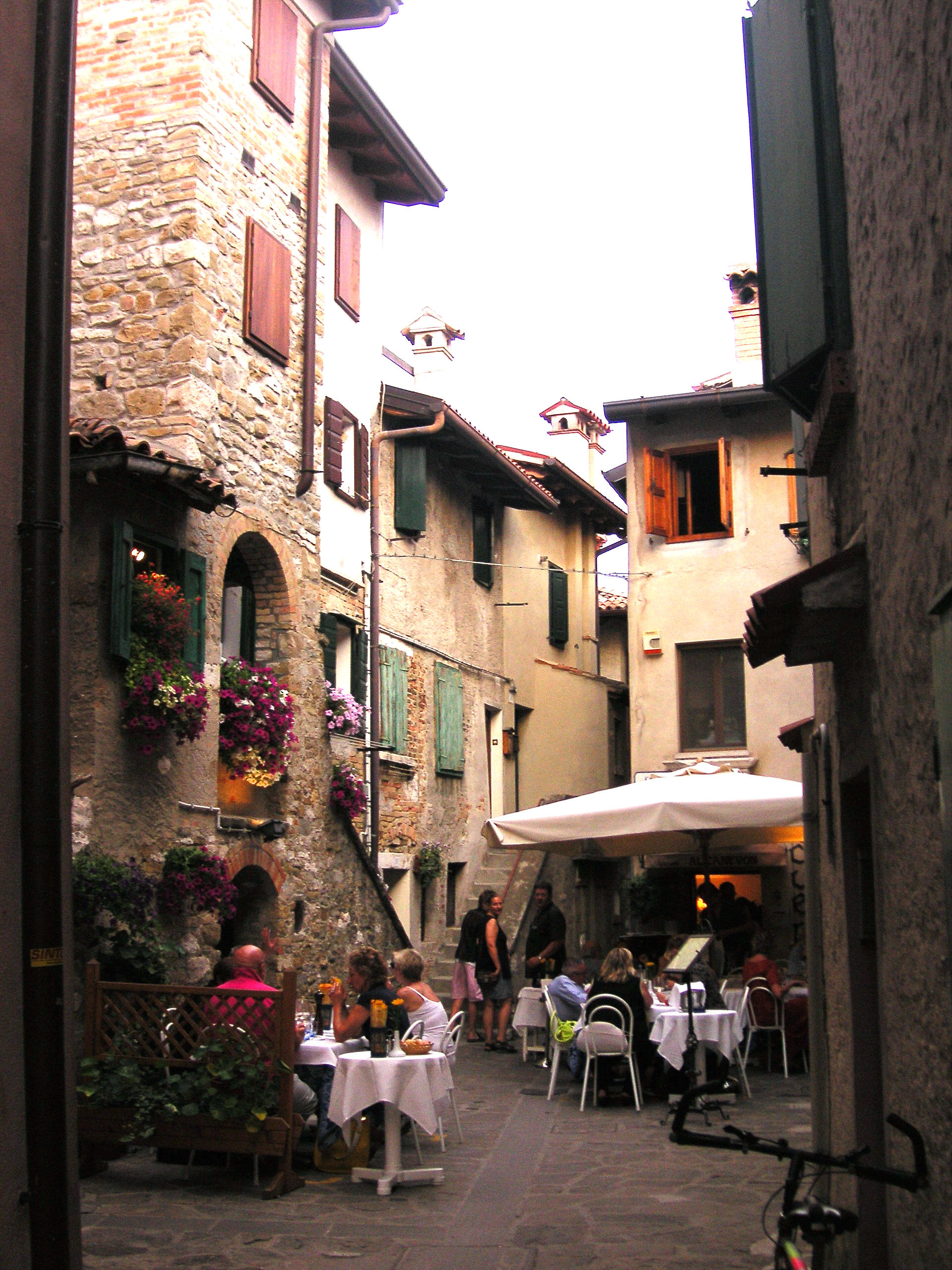
Dům vestavěný do hradební zdi
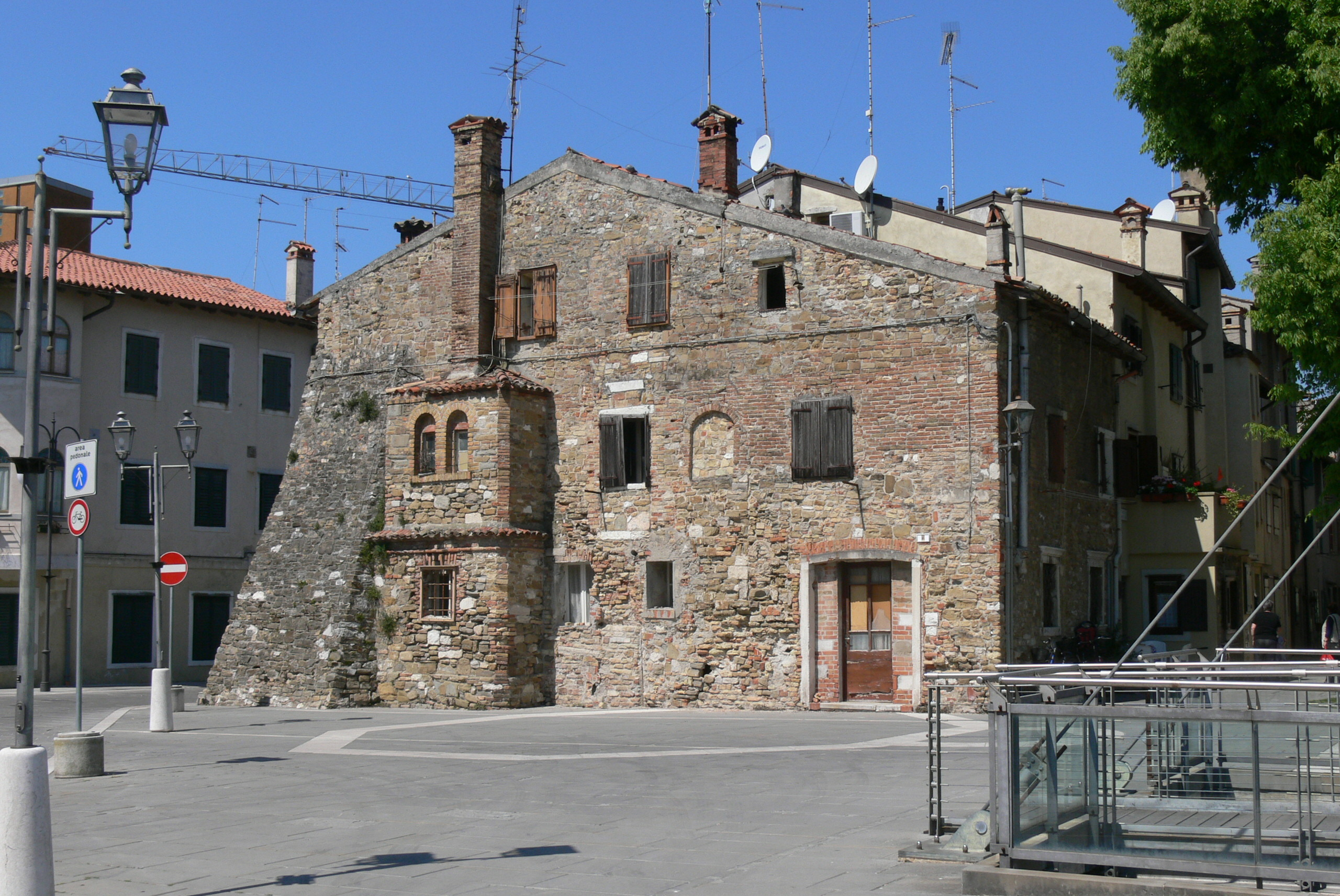
Dům se zbytkem hradební zdi
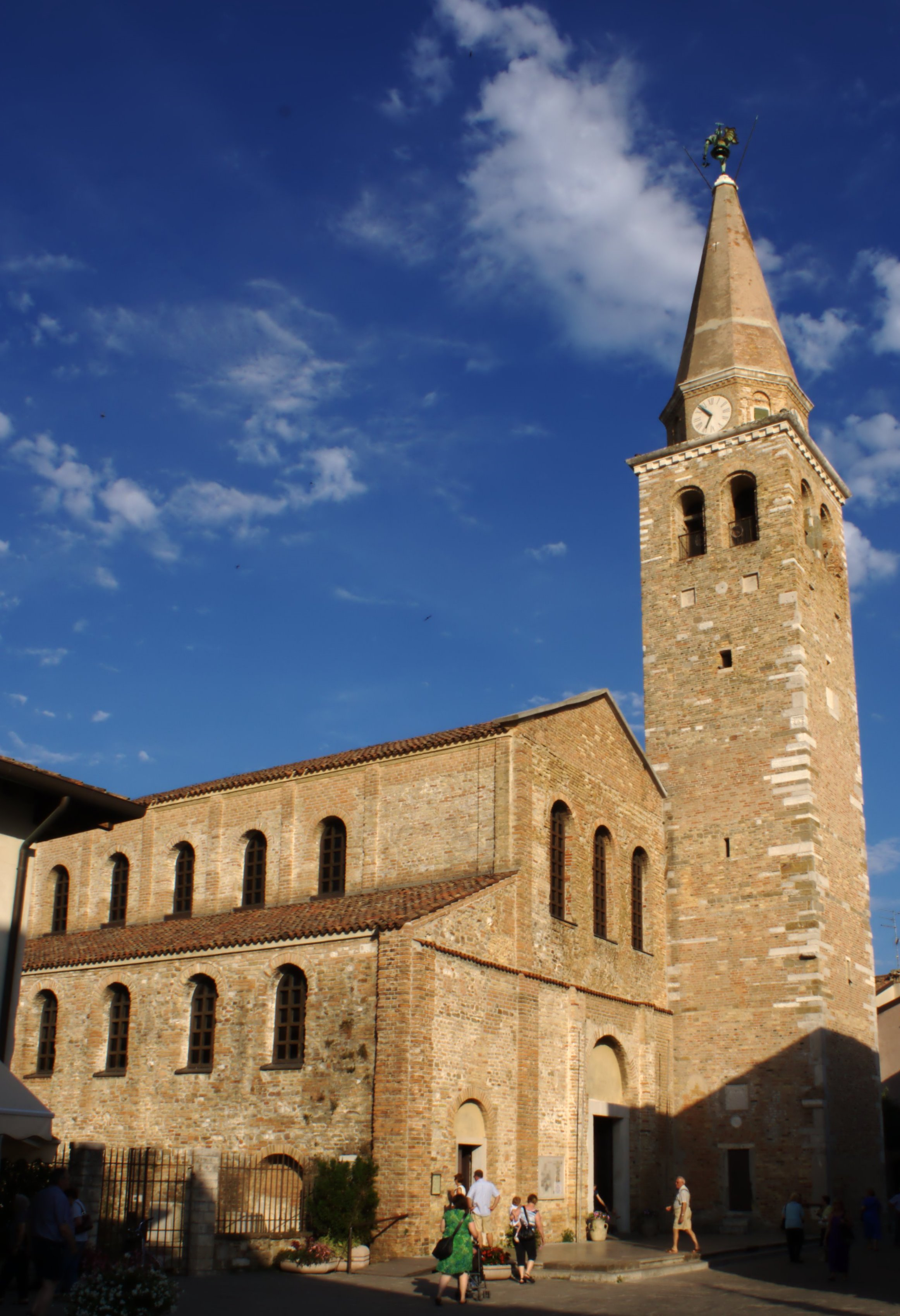
Bazilika sv. Eufémie
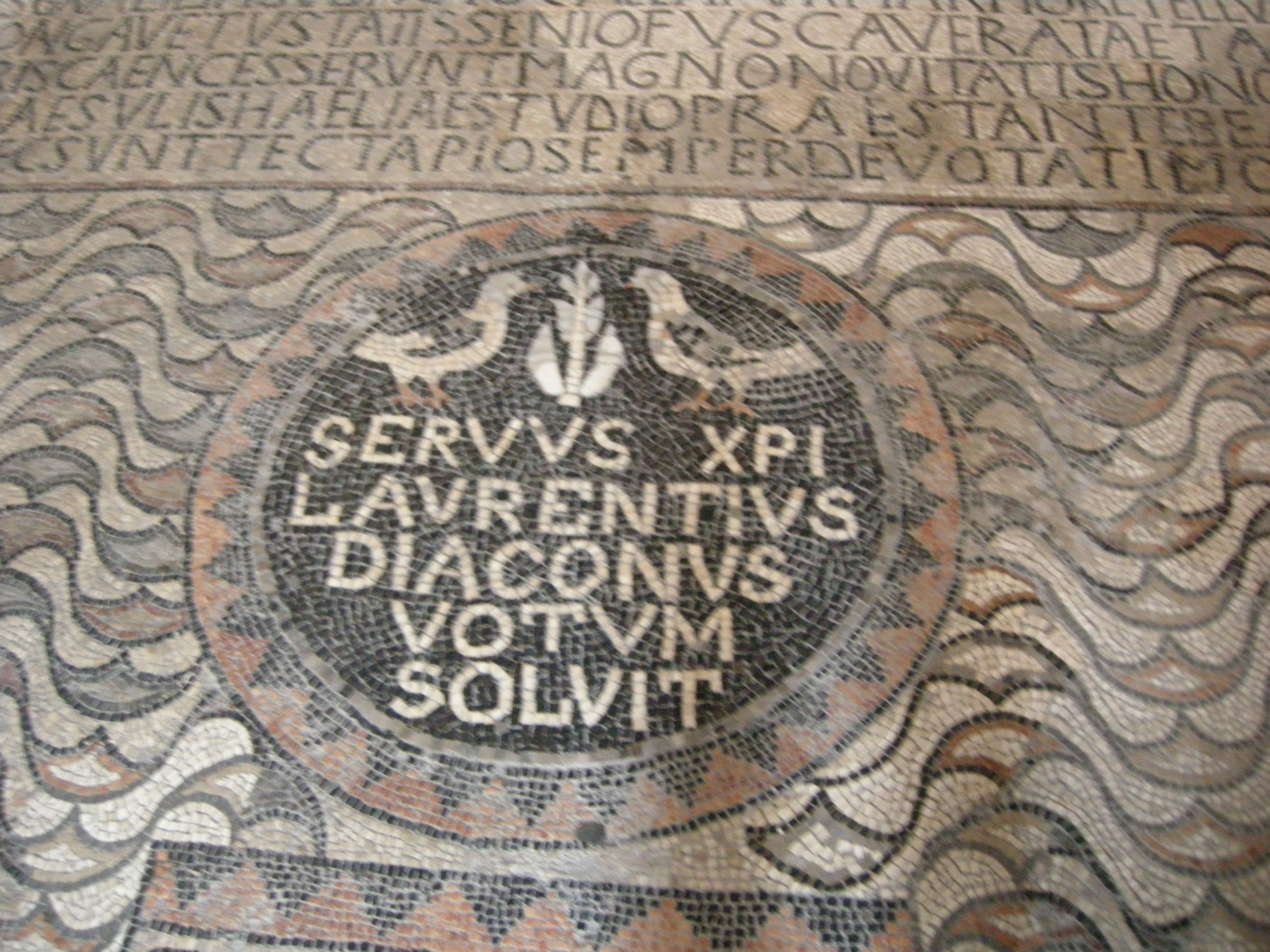
Mozaika v bazilice sv. Eufémie
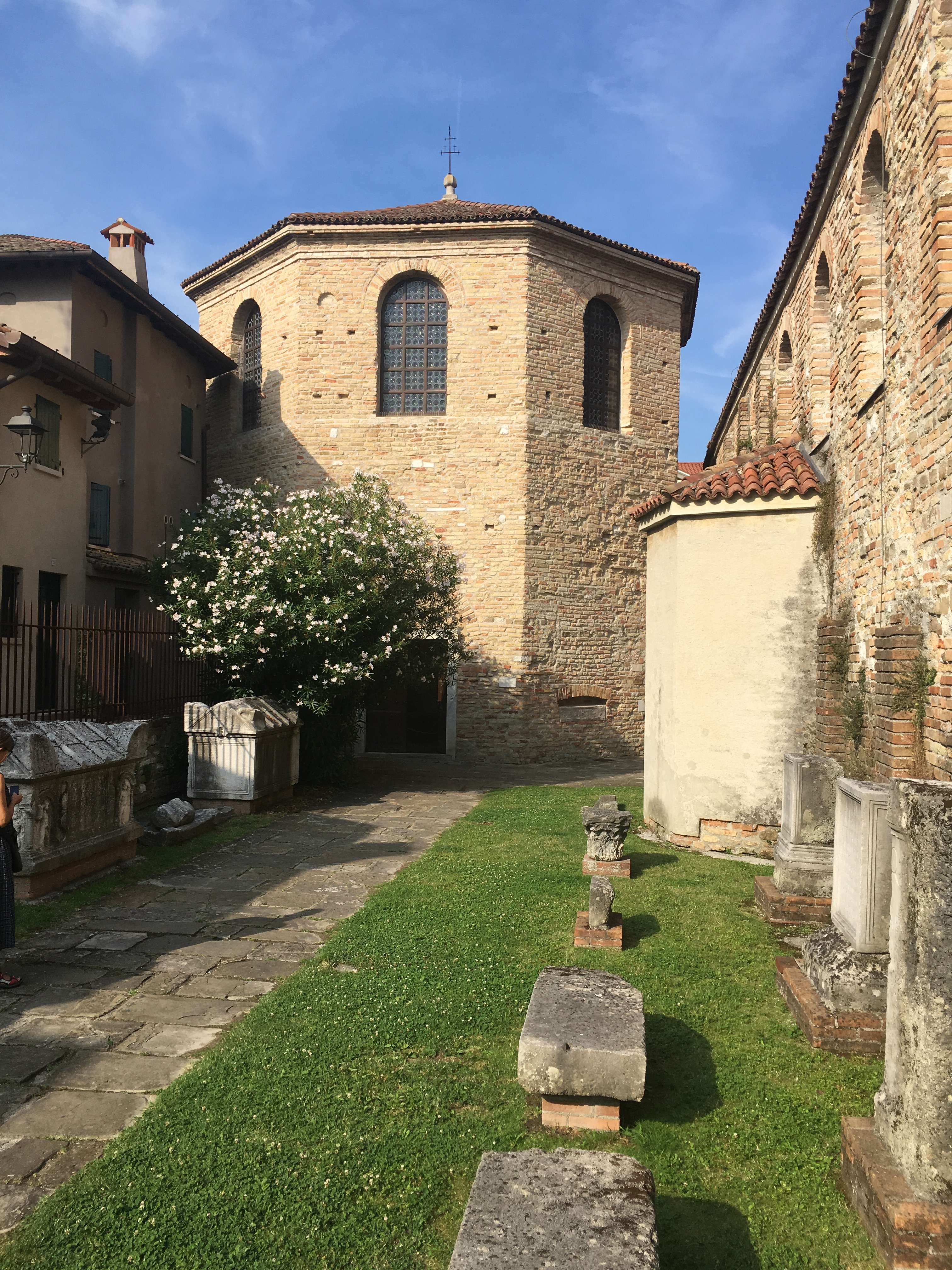
Baptisterium
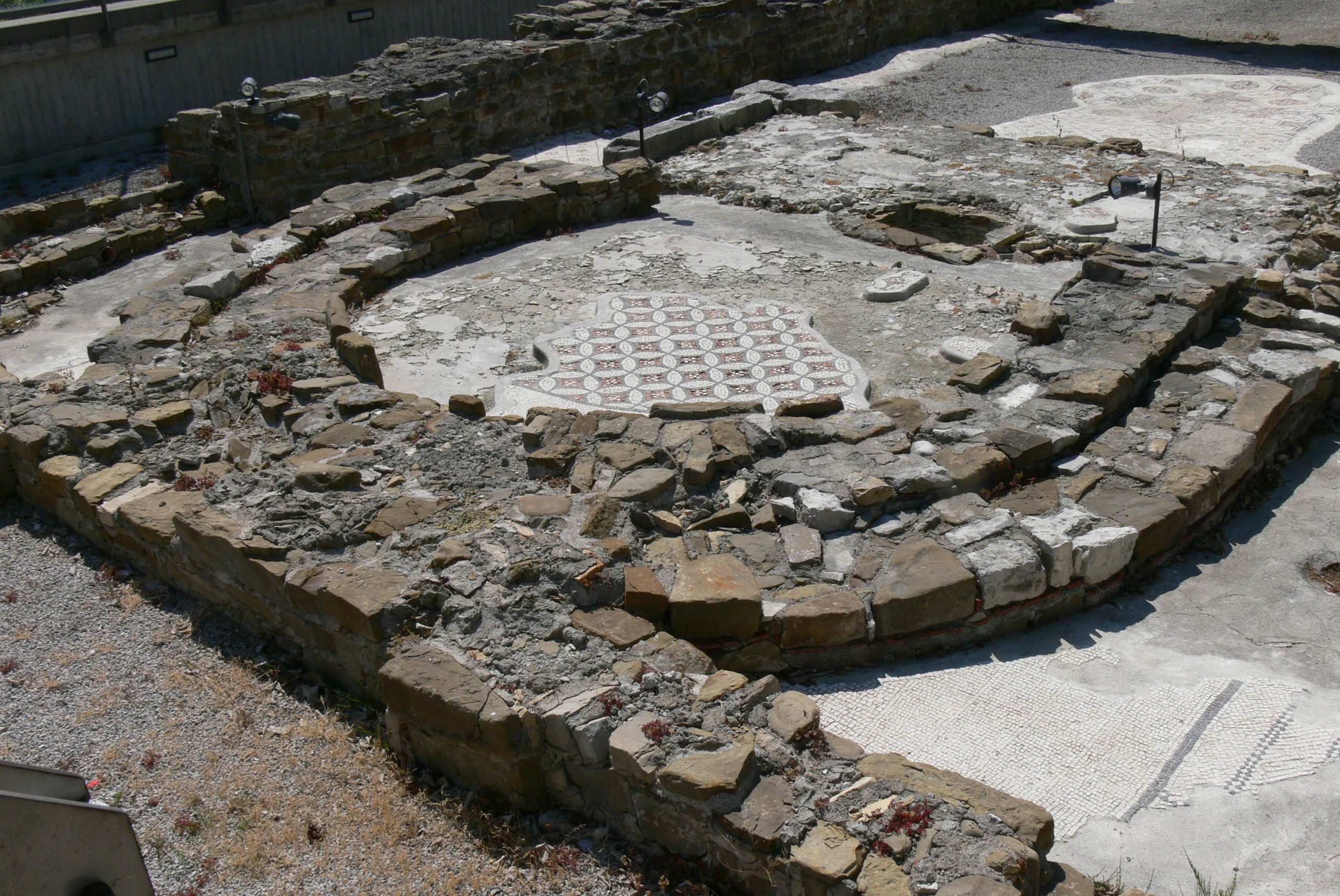
Základy baziliky sv. Jana
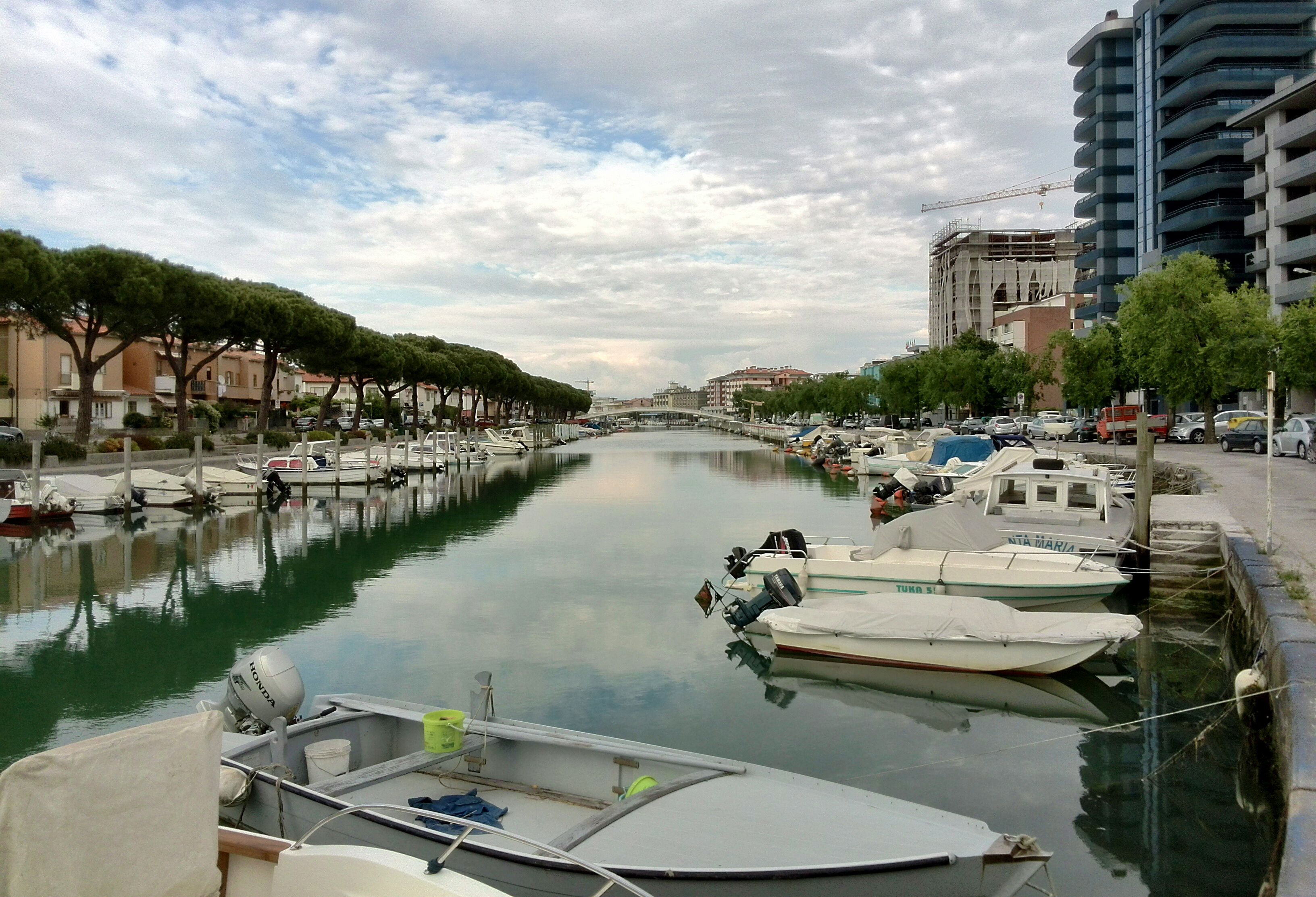
Kanál
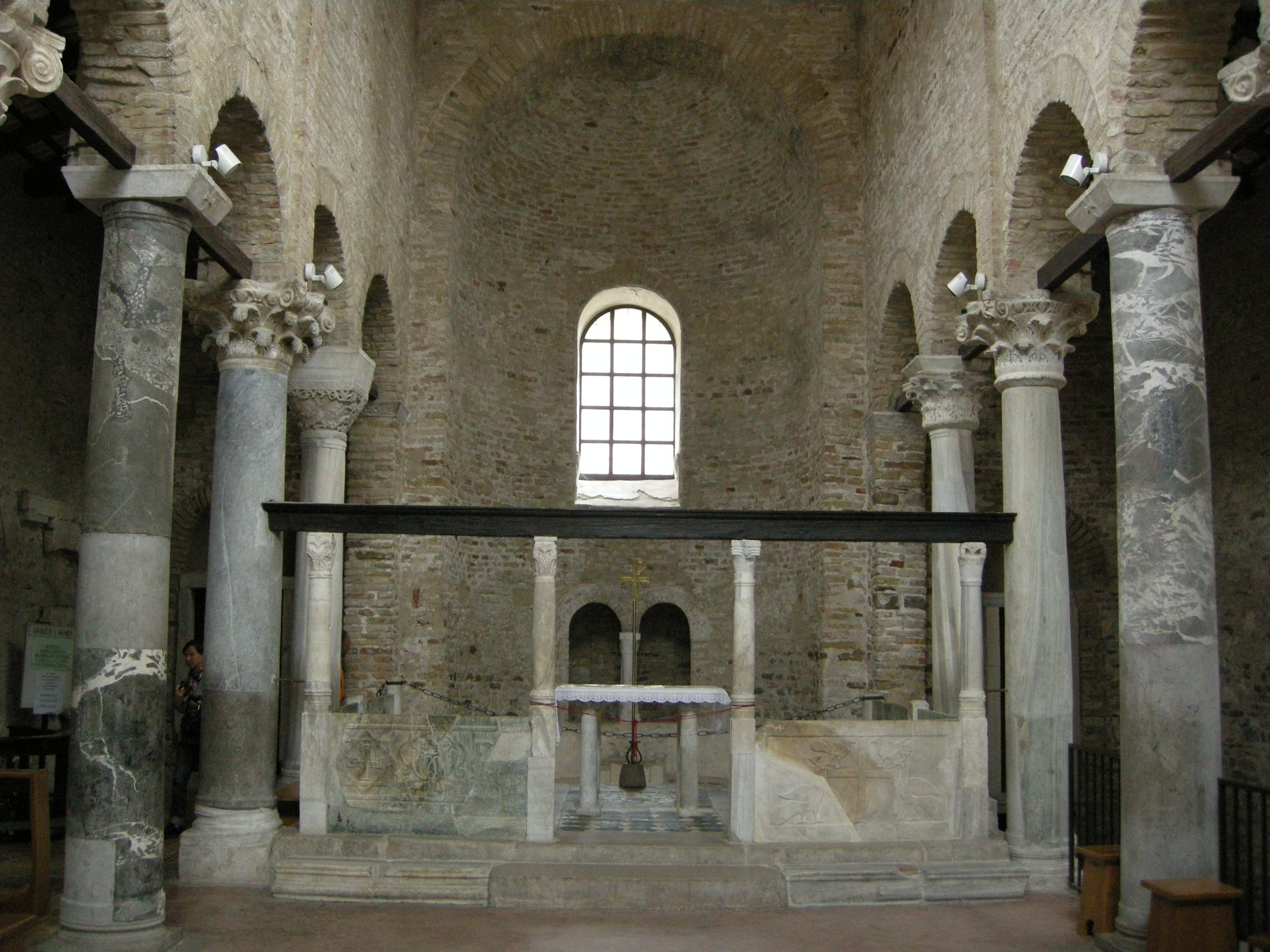
Bazilika Santa Maria delle grazie
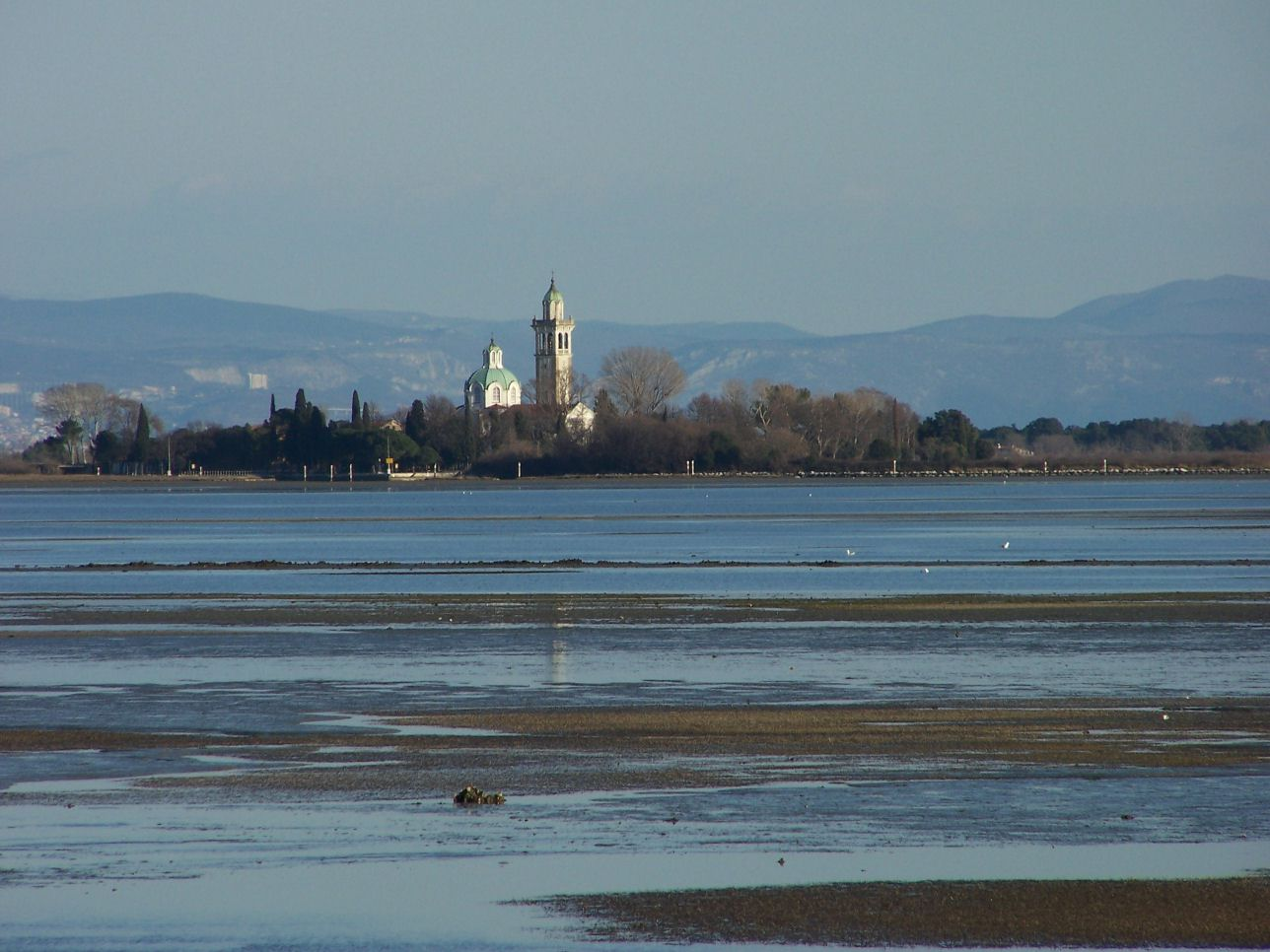
Ostrůvek Barbana s kostelem
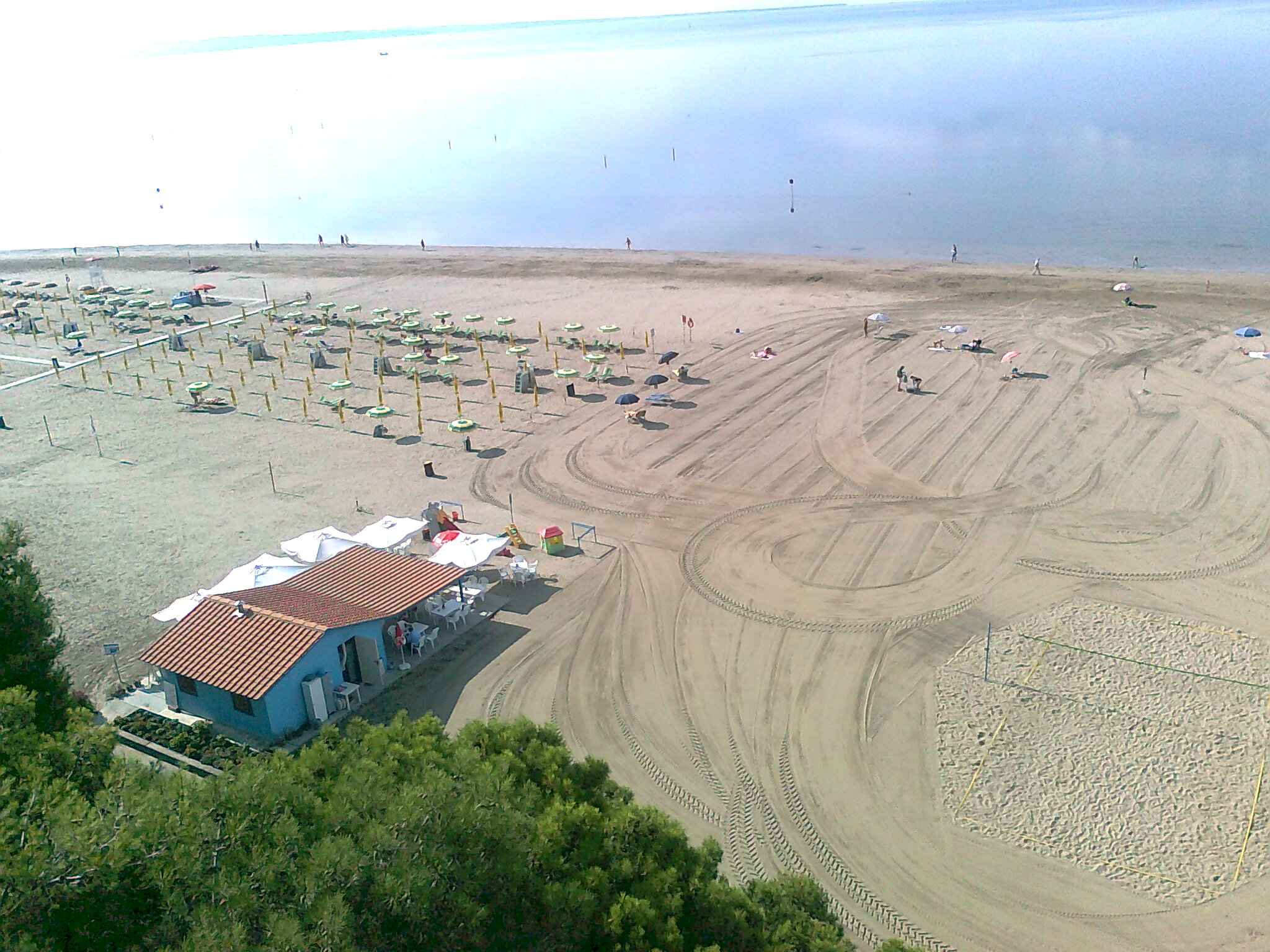
Pláže